# 小行星9523
小行星9523（9523 Torino）是一颗围绕太阳公转的小行星。1981年3月5日，天文学家亨利·德波鸿诺、喬瓦尼·德·桑蒂斯在拉西拉天文台发现了此天体。
这颗小行星的绝对星等为19.62782509626301等。